# Verfügungsobjekt
Mit Verfügungsobjekt oder Verfügungsgegenstand werden in den Rechtswissenschaften diejenigen Rechte und Rechtsverhältnisse bezeichnet, über die ein Rechtssubjekt durch Rechtsgeschäft verfügen kann.
Verfügungsobjekte sind keine realen Gegenstände, sie existieren nur ideell in der entsprechenden Rechtsordnung. Abzugrenzen sind Verfügungsobjekte von den auch außerhalb der Rechtsordnung existierenden Rechtsobjekten.
Ein Beispiel für ein sachenrechtliches Verfügungsobjekt ist das Eigentum bei der Übereignung.
Ein Beispiel für ein schuldrechtliches Verfügungsobjekt ist die Forderung bei der Abtretung.